# Allart van Everdingen
Allart van Everdingen (Alkmaar, 18 de junio de 1621, Ámsterdam, 8 de noviembre de 1675) fue un pintor y grabador holandés.

## Biografía
Pintor y grabador, especialista en paisajes, era hermano de Caesar van Everdingen. Su primer maestro fue Roelant Savery, que había visitado el Tirol reproduciendo la naturaleza y el medio montañoso y accidentado, por lo que heredó el gusto por la descripción de lo salvaje y deshabitado.
A los dieciocho años, después de la muerte de Savery, fue a la escuela de Pieter de Molijn. Alrededor de 1640 viajó a los países escandinavos, donde tenían su hogar algunos holandeses con actividades industriales. En los años siguientes, en Copenhague, estuvo al servicio del rey Federico IV de Dinamarca. Desde 1645 entró en el gremio de Haarlem y luego, en 1652, se trasladó a Ámsterdam. También fue un prolífico autor de grabados.

## Algunas obras
- Paisaje de río, 1643.[2]
- Costa rocosa en la tormenta, 1645.
- Paisaje con cascada, 1648.
- Paisaje escandinavo con molino y cascada de agua